# Bethany (Oklahoma)
Bethany is een plaats (city) in de Amerikaanse staat Oklahoma, en valt bestuurlijk gezien onder Oklahoma County.

## Demografie
Bij de volkstelling in 2000 werd het aantal inwoners vastgesteld op 20.307.
In 2006 is het aantal inwoners door het United States Census Bureau geschat op 19.559, een daling van 748 (-3,7%).

## Geografie
Volgens het United States Census Bureau beslaat de plaats een oppervlakte van
13,5 km², geheel bestaande uit land. Bethany ligt op ongeveer 399 m boven zeeniveau.

## Plaatsen in de nabije omgeving
De onderstaande figuur toont nabijgelegen plaatsen in een straal van 12 km rond Bethany.

## Geboren
- Tommy Collins (1930-2000), countrymuzikant